# Otto Ziege
Otto Ziege (Berlín, 14 de juny de 1926 - Ídem, 8 de novembre de 2014) va ser un ciclista alemany que fou professional entre 1947 i 1956. Va competir tant en carretera com en pista. El seu èxit més important fou el Campionat nacional en ruta.
Un cop retirat va fer de director esportiu dels Sis dies de Berlín i dels Sis dies de Dortmund.

## Palmarès
- 1949
  -  Campió d'Alemanya en ruta